# Francisco Pizzini
Francisco Andrés Pizzini (Bahía Blanca, 19 settembre 1993) è un calciatore argentino, attaccante del Vélez Sarsfield.

## Caratteristiche tecniche
È un'ala sinistra, che può essere schierato anche nella fascia opposta.

## Palmarès

### Club

#### Competizioni nazionali
- Campionato argentino: 1

Vélez Sarsfield: 2024
- Supercopa Internacional: 1

Vélez Sarsfield: 2024

#### Competizioni internazionali
- Coppa Sudamericana: 1

Defensa y Justicia: 2020
- Recopa Sudamericana: 1

Defensa y Justicia: 2021